# George Elliott
George Washington Elliott (Sunderland, 7 gennaio 1889 – Middlesbrough, 27 novembre 1948) è stato un calciatore inglese, di ruolo attaccante.

## Carriera
Dopo gli inizi presso Redcar Crusaders e South Bank FC nel 1909 passò al Middlesbrough e vi rimase per tutta la carriera, ottenendo nel 1914 il titolo di capocannoniere della First Division.